# Baltasar Garzón
Baltasar Garzón Real (phát âm tiếng Tây Ban Nha phát âm: [baltasar ɣarθon], sinh ngày 26 tháng 10 năm 1955) là một luật gia người Tây Ban Nha làm ở tòa án hình sự trung ương Tây Ban Nha, Audiencia Nacional. Ông là thẩm phán điều tra của Juzgado Central de Instrucción No. 5, trong đó điều tra các vụ án hình sự quan trọng nhất ở Tây Ban Nha, bao gồm cả khủng bố, tội phạm tổ chức và rửa tiền.
Năm 1993-1994, ông được bầu làm dân biểu nghị viện và trong một thời gian ngắn giữ một chức mộ trưởng trong chính phủ xã hội Felipe González. Sau khi trở lại Nacional Audiencia, ông dẫn đầu một loạt các điều tra đã giúp kết án một bộ trưởng của chính phủ là người đứng đầu của de Liberación Antiterroristas Grupos (GAL), một nhóm khủng bố nhà nước.
Garzón thu hút sự chú ý của quốc tế vào ngày 10 tháng 10 năm 1998 khi ông ban hành một trát lệnh quốc tế bắt giữ cựu độc tài Chile, Tướng Augusto Pinochet, về cáo buộc giết chết và tra tấn của công dân Tây Ban Nha.
Garzón bị Manos Limpias cáo buộc về các vi phạm pháp luật và cuối cùng bị truy tố về ba tội danh khác nhau liên quan đến một vụ xử tội gian lạn, điều tra tội phạm Francoist và nhận hối lộ. Ông đã bị đình chỉ hoạt động tư pháp ngày 14 tháng 5 năm 2010, chờ xét xử. Ông được cho phép làm nhà tư vấn tại Tòa án Hình sự Quốc tế ở La Hague trong 7 tháng từ tháng 5 năm 2010. Ngày 09 tháng 2 năm 2012, Tòa án tối cao Tây Ban Nha kết án ông nghe lén bất hợp pháp giữa các nghi phạm tạm giam về tội gian lận lớn, luật sư của những người đã được tin là đã chuyển tiền của họ vượt ra ngoài phạm vi kiểm soát của tòa án. Các thẩm phán phiên tòa đã mô tả hành động này phù hợp với đối với một nền chuyên chính và đã kết án ông 11 năm không đủ tư cách hoạt động tư pháp. Garzón sẽ kháng cáo đến tòa án Hiến pháp.